# Pascal Nyabenda
Pascal Nyabenda, né le 12 avril 1966 à Mpanda dans la province de Bubanza, est un homme politique burundais. Il fut le président de l'Assemblée nationale de 2015 à 2020 et directeur général de l'INSS.

## Biographie
Le 31 mars 2012, Pascal Nyabenda est élu à la présidence du CNDD-FDD, le parti au pouvoir, et remplace Jérémie Ngendakumana.
Nyabenda est élu le 30 juillet 2015, seul candidat pour le poste, président de l'Assemblée nationale avec 101 voix.
Lors de la crise burundaise de 2015, il se montre hostile à l'égard de la communauté internationale et des pays occidentaux. Il est remplacé à la tête du CNDD-FDD par Évariste Ndayishimiye en août 2016. Celui-ci lui est préféré par les généraux pour l'élection présidentielle burundaise de 2020, alors qu'il avait les faveurs de Nkurunziza.
Nyabenda est décrit comme appartenant à l'aile dure du régime et un proche de Nkurunziza.
Le président sortant Pierre Nkurunziza meurt subitement, probablement du Covid-19 le 8 juin, à l'âge de 55 ans. Nkurunziza était hospitalisé depuis plusieurs jours à la suite d'un malaise. Le 30 mai 2020, son épouse est évacuée vers le Kenya pour des raisons médicales. La première dame a été infectée par le Covid-19, alors que la présidence évoque une « ulcère »,. Gouvernement et opposition sont en désaccord quant à la succession et à la suite des événements. Alors que le gouvernement planche sur une investiture anticipée du président élu Évariste Ndayishimiye, l'opposition exige, en s'appuyant sur la Constitution du Burundi, à ce que le président de l'Assemblée nationale, Pascal Nyabenda, assure l'intérim et convoque un nouveau scrutin,. Le 11 juin, du fait que le pays se trouve dans une situation de transition constitutionnelle, le gouvernement et les deux vice-présidents saisissent la Cour constitutionnelle pour constater la vacance présidentielle et indiquer la marche à suivre. Dans les faits, un comité de crise, composé de généraux et de membres du parti au pouvoir, se réunit pour trancher la succession. Le Soir affirme que Ndayishimiye et Nyabenda ont également été contaminés par le coronavirus. Le 12 juin, la Cour constitutionnelle du Burundi estime qu'une période d'intérim n'est pas nécessaire, et ordonne d'investir « le plus rapidement possible » Évariste Ndayishimiye. Il s'agit dans les faits d'une décision prise par le comité de crise. L'investiture a lieu le 18 juin.
Le 20 juillet 2020, il échoue à se faire élire sénateur lors des élections sénatoriales burundaises de 2020.
En août 2020, Nyabenda est nommé deuxième vice-gouverneur de la banque du Burundi.